# Los vampiros del espacio
Los vampiros del espacio (en inglés The Space Vampires) es una novela de terror y ciencia ficción de 1976 del escritor Colin Wilson, que trata sobre una raza de vampiros intergalácticos que llegan a la Tierra, donde se alimentan de la fuerza vital de los humanos.
Colin Wilson sitúa la acción en un futuro relativamente remoto, con toda la aparatosa escenografía de naves espaciales y distorsiones espacio-temporales. A partir de estos elementos, y sin abandonar la forma narrativa, hace en realidad una disección minuciosa y lúcida del mito del vampiro, de la vida renovada en la muerte de los demás a través de la absorción de la sustancia vital.

## Sinopsis
En un lejano cinturón de asteroides una expedición terrestre encuentra una nave alienígena de colosales dimensiones. La investigación inicial de su vasto interior de aspecto gótico revela la presencia de varios humanoides conservados en un estado de animación suspendida. Por fin se descubre una prueba real de la existencia de vida inteligente en otras galaxias. Pero cuando tres de los seres son llevados a la Tierra, se produce el desastre. Los humanoides resultan ser vampiros -se alimentan de la fuerza vital de los humanos, absorbiendo su energía hasta matarlos. De repente uno de los vampiros -que tiene el aspecto de una mujer de extraordinaria belleza y encanto sexual- escapa. Y la caza desesperada para atraparla se convierte en una lucha por la supervivencia de la raza humana.

## Adaptación cinematográfica
En 1985 el libro fue adaptado en la película Lifeforce dirigida por Tobe Hooper e interpretada en sus papeles principales por Steve Railsback, Peter Firth, Frank Finlay, Mathilda May y Patrick Stewart. Aunque en la actualidad es considerada un título de culto Wilson la calificó como "la peor adaptación cinematográfica de una obra suya realizada hasta ese momento".